# Thunia bensoniae
Thunia bensoniae är en orkidéart som beskrevs av Joseph Dalton Hooker. Thunia bensoniae ingår i släktet Thunia och familjen orkidéer. Inga underarter finns listade i Catalogue of Life.